# Luis Marcoleta
Luis Antonio Marcoleta Yáñez, surnommé Ratoncito (né le 2 février 1959 à Antofagasta au Chili), est un ancien joueur et désormais entraîneur de football chilien.

## Biographie

### Joueur
Il a en tout évolué durant sa carrière dans les clubs du Magallanes, de l'América de Cali, de l'Audax Italiano, du Deportes Iquique, du Deportes Valdivia, au Palestino, au Huachipato et au Deportes Lozapenco.
Il est connu pour avoir été l'un des buteurs historiques du club du Deportes Valdivia, avec 37 réalisations. Avec le club, il est meilleur buteur de la D3 chilienne en 1992.

### Entraîneur
En tant qu'entraîneur, il a pris les rênes de nombreux clubs à différents niveaux. Il débute avec son ancien club du Deportes Valdivia avant de rejoindre, le Deportes Talcahuano (club avec qui il remporte la D3 et accède à la D2 en 1999). Il part ensuite rejoindre l'Universidad de Concepción en 2000.
Il rejoint ensuite le club de sa ville natale du Club de Deportes Antofagasta, puis l'Unión La Calera, le Deportes Concepción, et Ñublense en D3, qu'il fait monter en D1.
En 2008, il part entraîner le Curicó Unido, avant de retourner à Ñublense.

## Palmarès

### Titres individuels
| Distinction                              | Année |
| ---------------------------------------- | ----- |
| Goleador de la Primera División de Chile | 1981  |
| Goleador Copa Chile                      | 1982  |